# Kanchiganahalli, Sira
Kanchiganahalli là một làng thuộc tehsil Sira, huyện Tumkur, bang Karnataka, Ấn Độ.